# عزب (عثمانی)

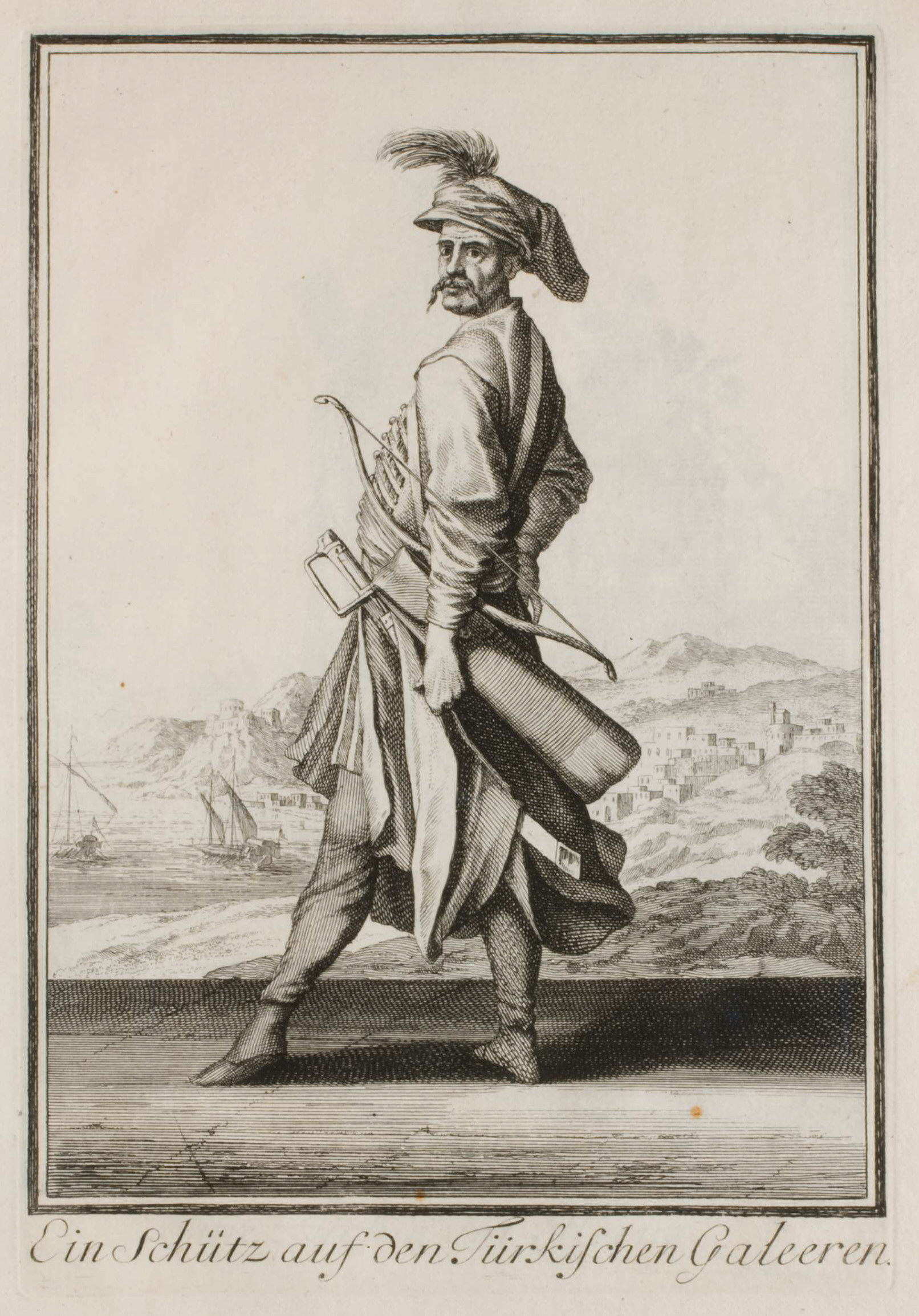
یک عزب

عَزَب نام دسته‌ای شبه‌نظامی در ارتش عثمانی بود. عزب که در لغت هم به معنای مجرد بود، از جوانان مجرد وابسته به خرده‌دهقان‌پیشه‌ها شکل گرفته بود و کارکرد پیاده‌نظام سبک را داشتند. عزب‌ها دسته‌هایی داوطلب بودند و به آنها تنها در هنگام وقوع نبرد مواجبی تعلق می‌گرفت. آنان همچنین مختار بودند که هر زمان که خواستند خدمت را ترک گویند. در آغاز عزب‌ها تنها ساکنان ترک‌زبان آناتولی بودند، ولی از اواخر سدهٔ شانزدهم میلادی دیگر ملت‌های مسلمان امپراتوری عثمانی هم مجاز به خدمت در این دسته‌ها بودند. گرچه وظیفهٔ اصلی عزب‌ها کمانگیری بود، ولی در عین حال سوارکارانی قابل هم بودند. اسلحه‌های ایشان متنوع بود و انواع گرز و کمان و شمشیر و در اواخر تفنگ را حمل می‌کردند. با این حال جنگ‌افزار استاندارد آنان تفنگ‌های فتیله‌ای و شمشیر دانسته می‌شد.